# Военен фронт
Военният фронт или Фронт на военни действия е военна граница, оспорвана от опозиционни въоръжени сили. Той може да бъде локален или тактически фронт, а понякога достига мащабите на военните театри. Типичен пример е Западният фронт, разположен във Франция и Белгия в Първата световна война.
- Терминът „Домашен фронт“ се използва за условията в гражданския сектор на държави в процес на война, включително индивидите, които произвеждат оборудване.
- Руските, съветските и полските армии използват термина „фронт“ формално, за обозначение на армейски групи в Първата световна, Полско-съветската война, както и във Втората световна война.
- Терминът „Град от фронтовата линия“ е използван от германците, при отстъплението им от Москва и Сталинград, за да обозначат метрополните центрове, които се оспорват от двете страни. Когато този термин се прилага, градът се подлага на административно изменение, напр. налагането на военно положение.
- Терминът „Извикан на фронта“ се използва от войници и друг персонал, когато техните мирновременни занимания са променени.